# Adilkhan Erjanov
Adilkhan Erjanov, (né le 7 août 1982 à Jezkazgan dans l'oblys de Karaganda, RSS kazakhe), est un scénariste et réalisateur kazakh.

## Biographie
Diplômé de l'Académie nationale des arts du Kazakhstan en 2009, il poursuit ses études à New York grâce à une bourse.
Son troisième long métrage, The Owners (Ukkili kamshat), est présenté au Festival de Cannes 2014 et au Festival international du film de Toronto 2014. Il remporte l'Amphore des étudiants du Festival du film grolandais en 2014.
Remarqué par la critique en France pour sa beauté formelle comme pour son propos,, son film La Tendre Indifférence du monde (2018) a été présenté dans plusieurs grands festivals internationaux (section Un certain regard du Festival de Cannes, Festival international du film de Bergen, Festival du nouveau cinéma de Montréal, Festival international du film de Tokyo 2018, etc.).
Adilkhan Erjanov fait l'objet d'un « Focus » lors de L'Étrange Festival 2018.

## Filmographie
- 2011 : Rieltor
- 2013 : Stroiteli
- 2014 : The Owners (Ukkili kamshat)
- 2016 : Chuma v aule Karatas
- 2018 : La Tendre Indifférence du monde
- 2018 : Nochnoy Bog
- 2019 : A Dark, Dark Man
- 2019 : Boy Atbaya
- 2020 : Yellow cat (Sary mysyq)
- 2020 : Ulbolsyn
- 2021 : Herd Immunity  (Onbagandar)
- 2022 : Assault (Shturm)
- 2022 : Goliath
- 2022 : L'Éducation d'Ademoka
- 2024 : Steppenwolf
- 2024 : Cadet

## Distinction

### Récompense
- Festival GoEast 2019 : prix du meilleur réalisateur pour La Tendre Indifférence du monde[7].